# Experiments Matroshka
Els experiments Matroshka (o Matroschka o imatge fantasma) en l'Estació Espacial Internacional (ISS) van caldre l'ús maniquí que es va utilitzar per estudiar els tipus de dosis de radiació còsmica que es refereixen a la salut dels viatgers espacials en missions de llarga duració.
L'experiment de dues parts ve del nom de la nines russes matrioixca que té diverses capes de nines, amb les capes interiors fan les capes exteriors s'obrin. En aquest experiment, la nina ha mesurat la dosi de radiació dels components separats de la radiació còsmica ionitzant en la superfície de la pell i en diferents ubicacions dins d'un tors humà realista, per tal d'establir la relació entre la dosi de la pell i les dosis d'òrgans.

## Detalls
Matroshka és un tors humà (maniquí), una estructura de base i un contenidor. El recipient és un estructura de fibra de carboni que forma, amb l'estructura base, un volum tancat que conté una atmosfera d'oxigen sec i un tors protegit contra el buit espacial, brossa espacial, UV solar i material desgasificant. També actua com una simulació d'un vestit espacial usat pels astronautes durant un passeig espacial. Les dades de temperatura, pressió i dades experimentals van ser recollides durant la missió i es van transferir al sistema informàtic de bord de la ISS, i després a les estacions terrestres de transmissió als experimentadors. El tors utilitza peces comercials, comuns en el camp de la radioteràpia; diversos instruments eren fets d'ossos naturals embeguts en plàstics simulant el teixit i el pulmó.
L'investigador principal és Guenter Reitz, Ph.D. de l'Agència espacial alemanya (DLR), Colònia, Alemanya.

## MTR-1
El Matroshka-1 (MTR-1) va ser enviat a la ISS a bord del vehicle de càrrega Soiuz-U/Progress M1-11 llançat des del Cosmòdrom de Baikonur el 24 de gener de 2004, i es va col·locar a l'exterior del mòdul Zvezdà rus durant una caminada espacial de l'Expedició 8 per Aleksandr Kaleri i Michael Foale el 15 de març de 2004, i el van tornar a traslladar cap a dins per l'Expedició 11 el 18 d'agost de 2005 i llavors els elements experimentals van ser retornats a la terra amb la tripulació l'11 d'octubre de 2005. Els principals dispositius es va mantenir dins de la ISS.

## MTR-2
El Matroshka-2 (MTR-2) va rebre els seus elements experimentals (experiment 2A — detectors passius) a bord del Progress 20P llançat el 21 de desembre de 2005. Aquest experiment va ser muntat però va romandre a l'interior de l'ISS fins que els detectors actius es van rebre més tard (experiment 2B) per seguir les lectures de dosi fins al seu eventual retorn a la terra utilitzant peces de recanvi del sensor. El tors va tornar a la terra el 2009

## Experiments
Actiu
- Telescopi dosimètric (dos detectors de silici passius implantats en el planar)
- Tissue Equivalent Proportional Counter (cambra d'ionització)
- Dosímetre de centelleig de silici

Passiu
- Dosímetre de termoluminescència
- Detector plàstic de seguiment nuclear